# منصور ارباب‌سیر
منصور ارباب‌سیار یا ارباب‌سیَر (به انگلیسی: Manssor Arbabsiar) یک ایرانی-آمریکایی ۵۶ ساله ساکن کورپوس کریستی شهری در ایالت تگزاس ایالات متحده آمریکا ست که در تگزاس عمدتاً به کار فروش اتومبیل‌های دست دوم اشتغال داشت وی به اتهام همکاری با سپاه پاسداران جمهوری اسلامی برای ترور سفیر وقت عربستان سعودی در قالب یک بمبگذاری تروریستی در رستورانی در پایتخت آمریکا در تاریخ ۲۹ سپتامبر ۲۰۱۱ در آمریکا دستگیر شد.

## اتهام
بان کی مون، دبیرکل سازمان ملل متحد گزارش داده‌است که او نامه‌هایی را در ارتباط با این پرونده، از دولت‌های آمریکا، ایران و عربستان سعودی دریافت کرده ‌است. در این سند آمده‌ است که فرد طرف مذاکره با منصور ارباب سیر که در کارتل لوس زتاس عضو بوده در اصل یک مخبر اداره مبارزه با مواد مخدر آمریکاست که آقای سیر به وی نزدیک شده و در دو وعده و در مجموع مبلغ یکصد هزار دلار به عنوان پیش پرداخت عملیات ترور سفیر عربستان به مخبر آمریکایی پرداخت کرده‌است.
در سند آمریکا آمده ‌است که مخبر اداره مبارزه با مواد مخدر آمریکا در گذشته مرتکب جرائمی شده و در ازای همکاری با سرویس‌های دولتی آمریکا علیه مواد مخدر، اتهاماتش نادیده گرفته شده ‌است. او همچنین به تلاش برای بمبگذاری در سفارتهای اسرائیل و عربستان سعودی و نیز همکاری با یک کارتل مواد مخدر مکزیکی برای رسیدن به این اهداف متهم شده‌ است.